# Konstantin Konstantinovitj

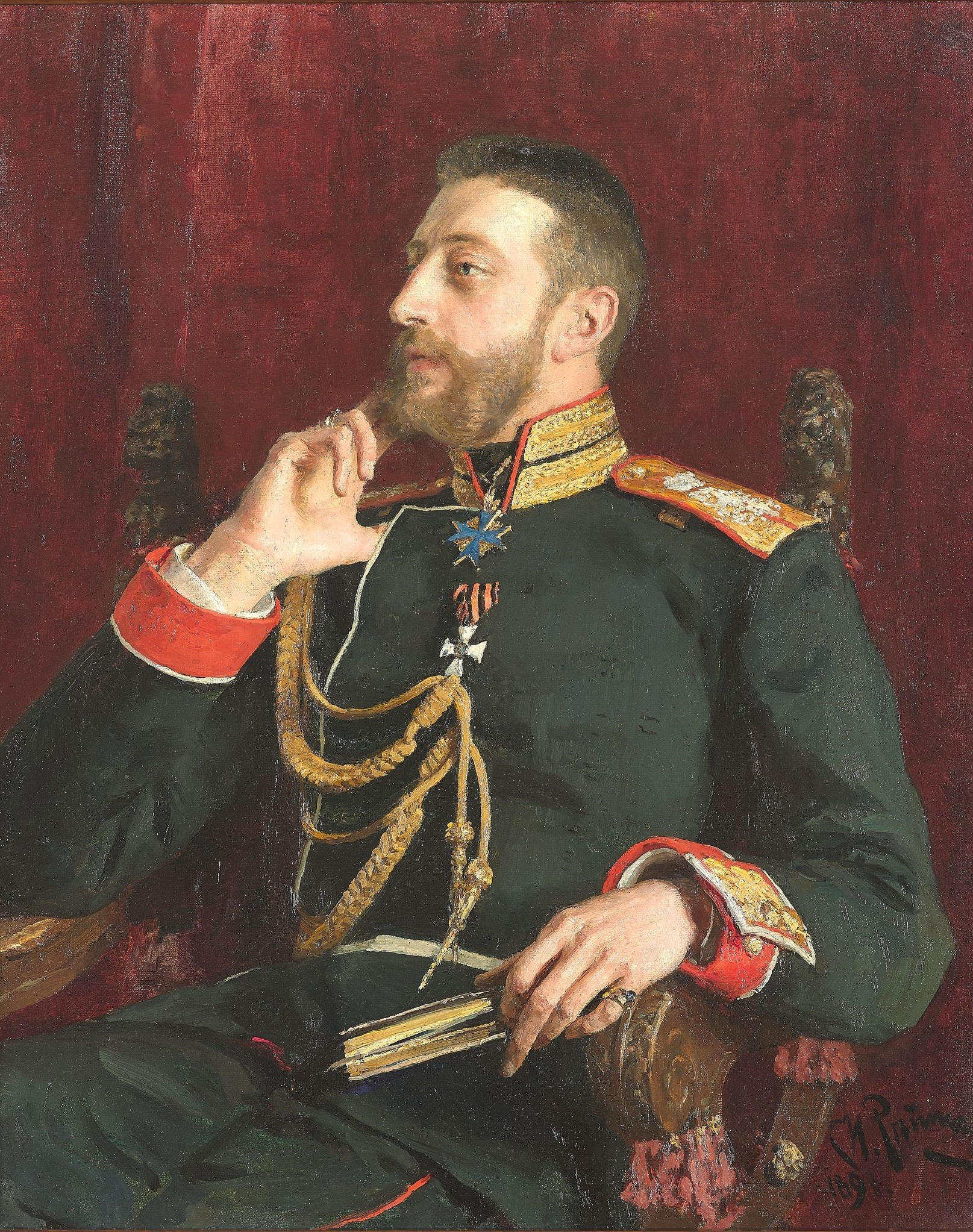
Storfurst Konstantin Konstantinovitj Romanov (målning av Ilja Repin, 1891).

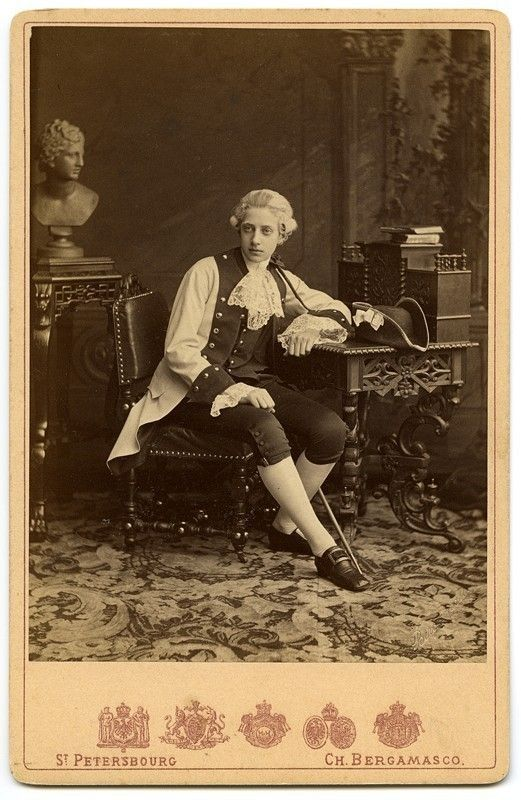
Porträtt av storfurst Konstantin Konstantinovitj Romanov, 1880.

Konstantin Konstantinovitj Romanov, född 22 augusti (g.s. 10 augusti)  1858 i Strelna, Kejsardömet Ryssland, död 15 juni (g.s. 2 juni) 1915 i Pavlovsk, Kejsardömet Ryssland, var en rysk storfurste och skald. 
Han var son till Konstantin Nikolajevitj av Ryssland.

## Biografi
Konstantin förvisades 1881 tillsammans med sin far, men benådades liksom denne 1883. Vid sidan av sin militära verksamhet gjorde han sig känd som varm vän av vetenskap, poesi och konst. Under pseudonymen K. R(omanov) utgav han i privatupplaga en samling lyriska dikter (1886; andra upplagan i bokhandeln 1889) och för allmänheten Novyje Stichotovrenija K.R. (Nya dikter; 1889). I sin lyriska verskonst är han närmast besläktad med Apollon Majkov och Afanasij Fet, vilka han även ägnade sin poetiska hyllning. Bland hans dikter (stämningsbilder, reseminnen från södern, vemodiga reflektioner och dylikt) framstår hans enkla sympatiska bilder ur militärlivet (Otjerki polkovoj zjizni), dessutom översatte han William Shakespeares "Hamlet" m.m. och författade texten till en Pusjkinkantat av Aleksandr Glazunov (1899). Diktprov på svenska finns i Rafael Lindqvists "Ur Rysslands sång".
Konstantin blev president för Ryska vetenskapsakademien 1889 och hedersledamot av Kungliga Vetenskapsakademien 1902. Han var ordförande i kommissionen inför den Svensk-ryska gradmätningsexpeditionen till Svalbard och representerade ryske kejsaren i Stockholm såväl vid Oscar II:s regeringsjubileum 1897 som vid hans begravning 1907.
Han var gift med Elisabeth av Sachsen-Altenburg. Hans äldste son, storfurst Ivan (Ioann) Konstantinovitj, född 1886, mördades av bolsjevikerna i juli 1918 i Alapajevsk.

## Barn
- Ivan Konstantinovitj (1886–1918), gift med Elena av Serbien (1884–1962)
- Gabriel Konstantinovitj (1887–1955)
- Tatiana Konstantinova (1890–1979)
- Konstantin Konstantinovitj (1891–1918), skjuten av bolsjevikerna vid Alapajevsk 1918.
- Oleg Konstantinovitj (1892–1914) omkom vid fältslag under 1:a världskriget.
- Igor Konstantinovitj (1894–1918), skjuten av bolsjevikerna vid Alapajevsk.
- Georg Konstantinovitj (1903–1938)
- Natalia Konstantinova (f. och d. 1905)
- Vera Konstantinova (1906–2001)